# Hermann Scholtz
Hermann Scholtz   (Breslau, 9 de juny de 1845 - Dresden, 13 de juliol de 1918) fou un pianista i compositor alemany.
Seguí l'ensenyança musical a Leipzig i Munic, sota la respectiva direcció de Bülow i d'en Rheinberger, establint-se després a Dresden com a professor de piano i on entre d'altres alumnes tingué a Wilhelm Peterson-Berger.
Artista dotat d'un profund coneixement pel que respecta a l'instrument de la seva especialitat, es va distingir sempre com admirable intèrpret de la música de Chopin, edició la qual fou publicada per la casa Peters, de Leipzig, fou revisada per Scholtz, i es distingeix per la seva escrupolositat i excel·lent digitació.
Entre les seves composicions originals cal mencionar un Concert, per a piano; un trio en la menor; una sonata; temes amb variacions, i una sèrie d'inspirats fragments lírics.